# 心銘
《心銘》，禪宗著作，作者為牛頭宗初祖法融，以四言古體詩體裁寫成。被收入《全唐文》卷908與《景德傳燈錄》卷30。

## 概論
共40句，每句4字，全詩160字。

## 考證
因為內容與《信心銘》相近，且永明延壽在《宗鏡錄》中曾引用此篇內容，但將它歸於《信心銘》。學者如印順等人相信，這篇作品與《信心銘》之間存在關連，可能是《信心銘》的前身或是姐妹作。

## 外部連結
- 牛头宗法融禅师 （页面存档备份，存于）